# Porona
Porona là một chi bướm đêm thuộc họ Geometridae.